# Parque Luís Carlos Prestes
O Parque Luís Carlos Prestes é um pequeno parque municipal situado no extremo oeste da cidade de São Paulo, no bairro de Rolinópolis, distrito do Butantã, próximo à rodovia Raposo Tavares.
Inaugurado em 1990, o parque tem o nome do político, militar e revolucionário gaúcho Luís Carlos Prestes. Foi criado a partir de um espaço livre proveniente do loteamento Jardim Rolinópolis. Possui uma área de 27.100m².
O parque está situado em uma encosta inclinada, de forma que possui três planos distintos ligados por escadas rústicas unindo os três platôs.
O plano superior possui apenas uma pequena área de acesso ao parque. Possui alguns bancos e serve de acesso as duas área principais do parque. Por ela se pode chegar a rodovia Raposo Tavares. 
No plano intermediário, o parque pode ser acessado por duas entradas, cada qual em uma rua sem saída. Neste plano existem um playground, local para pic-nic e banheiros.
No plano inferior, situa-se a entrada principal pela rua João Della Manna. Existem duas quadras poliesportivas, algumas mesas, banheiro e local para estacionamento de motos e de bicicletas.

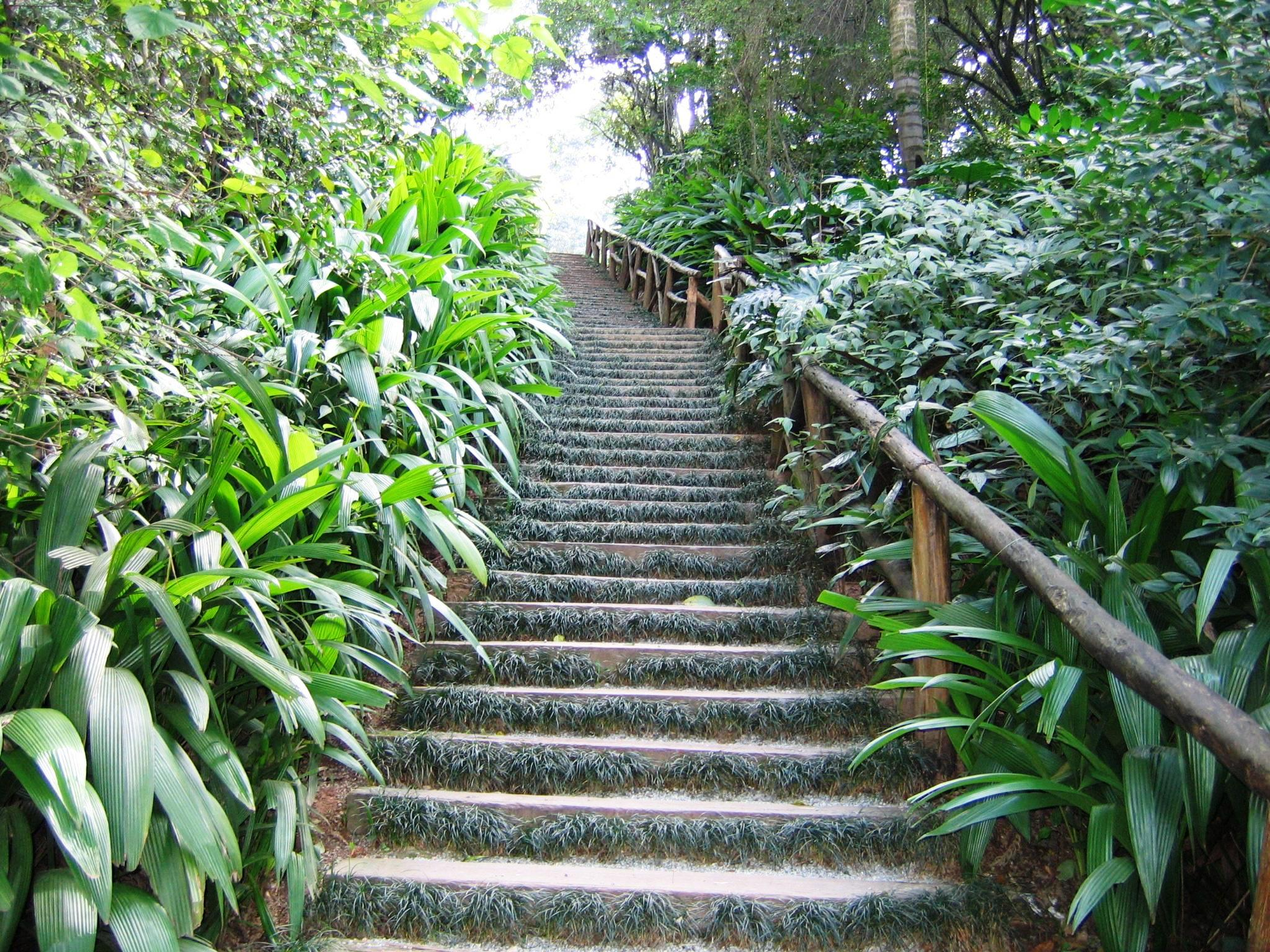
Escada que une o plano superior ao plano inferior do parque

Possui algumas árvores, como o pau-jacaré, a quaresmeira, a sibipiruna, o manacá-da-serra e a cuvitinga. As aves do parque são: tucano-de-bico-verde, coruja-orelhuda, choca-da-mata, viúva, sabiá-una, tié-preto, alma-de-gato, sabiá-laranjeira, sanhaço, tico-tico e rolinha-caldo-de-feijão. O parque apesar de apresentar uma mata aparentemente virgem é um parque de pequenas dimensões sem apresentar pista de cooper ou de ciclismo. Seu acesso é considerado meio desfavorável porque está situado prôximo a rodovia Raposo Tavares que impede o fluxo de pessoas de um lado para o outro da via.
O seu estacionamento é externo, sendo permitido apenas o estacionamento de motocicletas e de bicicletas no seu interior.
O Parque Luís Carlos Prestes localiza-se a poucas centenas de metros de um outro parque municipal, o Parque Previdência.